# Willem Jacob ’s Gravesande
Willem Jacob ’s Gravesande (’s-Hertogenbosch, Hollandia, 1688. szeptember 26. – Leiden, 1742. február 28.) holland ügyvéd, természetfilozófus, aki a természeti törvények kísérleti demonstrációiról nevezetes. A leideni egyetem matematikai, csillagászati és filozófiai professzoraként segítette Isaac Newton elméleteinek európai elterjedését.

## Élete
Eredetileg jogot tanult, de érdeklődését követve matematikával és fizikával foglalkozott. Angliai útján megismerkedett Newtonnal; 1717-től a leideni egyetem matematika–fizika tanára volt, a fizika oktatását kísérleti alapra törekedett helyezni. Newton fizikai rendszerét igyekezett megismertetni a kontinensen 1720-ban megjelent fizikai tankönyve is, amely többször átdolgozva számos kiadást ért meg, a newtoni fizikán alapul, kísérletek bemutatásával.

## ’s Gravesande-féle gyűrű

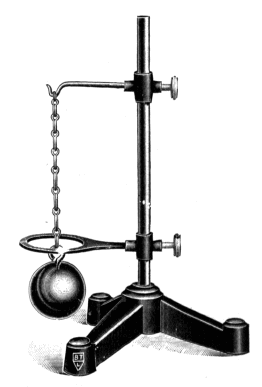
’s Gravesande-féle gyűrű

A ’s Gravesande-féle gyűrű egy fanyelű, láncon függő sárgaréz golyó és egy karika, ami a szilárd testek hőtágulásának bemutatására szolgáló oktatási segédeszköz. Szobahőmérsékleten a golyó átfér a karikán, viszont a felhevített sárgaréz golyó a változatlan hőmérsékletű karikán fennakad. A felhevített golyó azután hűlés közben lassan összehúzódik, és egyszer csak átpottyan a karikán.